# Port lotniczy Żukowskij
Port lotniczy Żukowskij (IATA: ZIA, ICAO: UUBW) – port lotniczy położony w mieście Żukowskij, w obwodzie moskiewskim, w Rosji. Lotnisko jest oddalone o ok. 36 kilometrów na południowy wschód od Moskwy.

## Linie lotnicze i połączenia
| Linia Lotnicza   | Kierunek |
| ---------------- | --- |
| Pegasus Airlines | 1. Antalya |
| Red Wings        | 1. Aktau 2. Ałmaty 3. Antalya 4. Astana 5. Baku 6. Stambuł 7. Machaczkała 8. Niżniekamsk 9. Sankt Petersburg 10. Szymkent 11. Soczi 12. Tbilisi 13. Tel Awiw (powrót od 21 stycznia 2024) 14. Erywań |
| Somon Air        | 1. Duszanbe |
| Ural Airlines    | 1. Biszkek 2. Duszanbe 3. Stambuł 4. Chodżent 5. Kulab 6. Osz 7. Taszkent |